# Puy de la Toupe
Le puy de la Toupe est un sommet d'origine volcanique culminant à 1 074 m d'altitude dans le département français du Puy-de-Dôme.

## Géographie
Le puy de la Toupe est situé dans la partie sud de chaîne des Puys, au sein du Massif central. Il culmine à une altitude de 1 074 mètres, entre les communes d'Aurières et d'Aydat.